# Aberdeen Grammar School

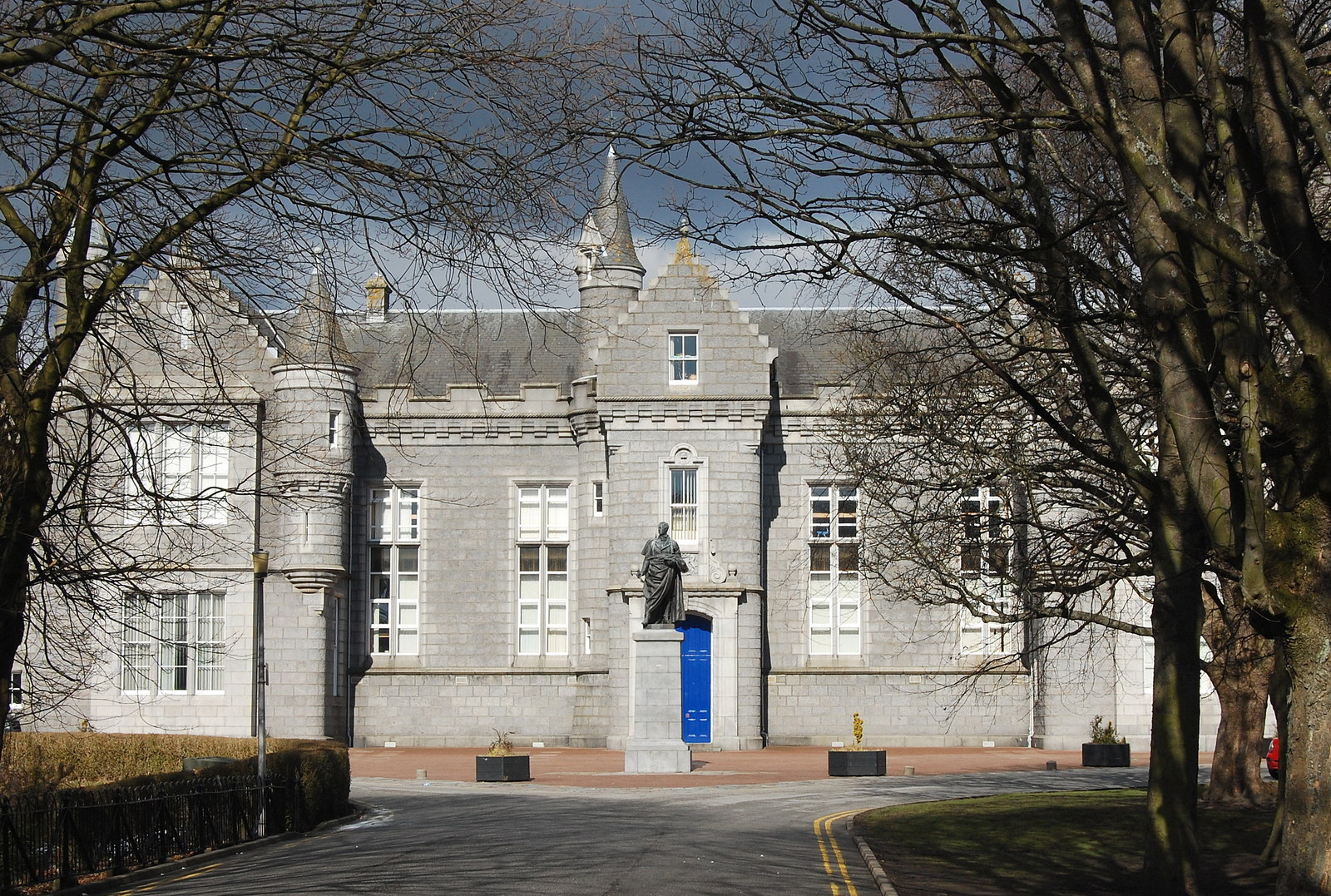
The Grammar

Die Aberdeen Grammar School ist eine staatliche Sekundarschule mit etwa 1100 Schülern, die älteste Schule von Aberdeen. Sie ist heute eine Gesamtschule und war eine der ältesten Grammar Schools im Vereinigten Königreich, die nach Schullisten um 1257 gegründet wurde. Sie liegt an der Skene Street im Stadtzentrum, wohin sie 1863 umzog. Seit 1973 ist sie koedukativ. Der berühmteste Schüler war Lord George Byron, dessen Denkmal vor der Schule steht.

## Geschichte
Das erste historisch zweifellos dokumentierte Datum stammt erst aus dem Jahr 1418. Die Schüler kamen aus dem ganzen schottischen Norden. Die Universität Aberdeen nahm die Absolventen seit 1495 auf. Bis 1864 befand  sie sich auf dem Schoolhill. Der Neubau verwendete den lokalen Rubislaw Quarry Granit. 1964 erfolgte eine Erweiterung mit zwei Flügeln und die Umwandlung zur Gesamtschule. 1986 zerstörte ein Feuer das Originalgebäude mit der Bücherei, wo sich Byrons Notizbücher befanden.

## Bekannte Schüler
- Lord Byron (1788–1824), Dichter
- Zoey Clark (* 1994), Leichtathlet
- Robin Cook (1946–2005), Politiker
- David Ferrier (1843–1928), Mediziner
- James Gibbs (1682–1754), Architekt
- Thomas Keith (1827–1895), Chirurg, Gynäkologe und Fotograf
- Hector Munro Macdonald (1865–1935), Mathematiker
- David Masson (1822–1907), Autor und Historiker
- John Bryce McLeod (1929–2014), Mathematiker
- John James Rickard Macleod (1876–1935), Physiologe und Nobelpreisträger

## Einzelbelege
1. ↑  School details | Find a school Parent Zone. Abgerufen am 22. Januar 2022.
2. ↑  Paul Oldfield: Victoria Crosses on the Western Front, 31st July 1917–6th November 1917, Second Edition: Third Ypres 1917. Casemate Publishers, 2016, ISBN 978-1-4738-8488-5 (google.de [abgerufen am 23. Januar 2022]).
3. ↑  Aberdeen Grammar School : History Aberdeen Grammar School. Archiviert vom Original (nicht mehr online verfügbar) am 22. Februar 2007; abgerufen am 23. Januar 2022.  Info: Der Archivlink wurde automatisch eingesetzt und noch nicht geprüft. Bitte prüfe Original- und Archivlink gemäß Anleitung und entferne dann diesen Hinweis.

Koordinaten: 57° 8′ 49,2″ N, 2° 6′ 46,8″ W